# Bistum Imperatriz
Das Bistum Imperatriz (lateinisch Dioecesis Imperatricis, portugiesisch Diocese de Imperatriz) ist eine in Brasilien gelegene römisch-katholische Diözese mit Sitz in Imperatriz im Bundesstaat Maranhão.

## Geschichte
Das Bistum Imperatriz wurde am 27. Juni 1987 durch Papst Johannes Paul II. mit der Apostolischen Konstitution Quae maiori Christifidelium aus Gebietsabtretungen des Bistums Carolina errichtet und dem Erzbistum São Luís do Maranhão als Suffraganbistum unterstellt.

## Bischöfe von Imperatriz
- Affonso Felippe Gregory, 1987–2005
- Gilberto Pastana de Oliveira, 2005–2016, dann Koadjutorbischof von Crato
- Vilson Basso SCI, seit 2017